# Braunschweig–Lüneburgi Választófejedelemség
A Braunschweig–Lüneburgi Választófejedelemség vagy Hannoveri Választófejedelemség (németül: Kurfürstentum Braunschweig-Lüneburg, Kurfürstentum Hannover vagy röviden Kurhannover) a Német-római Birodalom 1692-ben létrehozott, kilencedik választófejedelemsége volt.
Fejedelmei a Welf-ház egyik mellékágából, a Hannoveri-házból származtak, akik Braunschweig-Lüneburg hercegei voltak. A hercegséget az idők folyamán többször is felosztották az örökösök között, majd a részei különböző kombinációkban ismét összeolvadtak. 1705 után két formáció jött létre belőle: az egyik a Braunschweig–Wolfenbütteli Hercegség (1815 után Braunschweigi Hercegség); a másik pedig a Calenberg hercegei által megörökölt birtokokon alakult Braunschweig-Lüneburgi Választófejedelemség (köznapi nevén, fővárosa után Hannoveri Választófejedelemség).
A második választófejedelem, I. György Lajos, aki anyai ágon rokonságban volt a Stuart-házzal, 1714-ben megörökölte Nagy-Britannia trónját. A perszonálunió miatt Anglia többször is akarata ellenére belekeveredett az európai politikába. Bár az uralkodó Londonban lakott, a választófejedelemség megőrizte különállását és saját törvényeit. Miután Napóleon megszállta, 1807-ben beolvasztotta az általa létrehozott, rövid életű Vesztfáliai Királyságba. Napóleon bukása után, 1814-ben a választófejedelemség a Hannoveri Királysággá alakult át, amely 1837-ig perszonálunióban maradt az Egyesült Királysággal.

## Elhelyezkedése

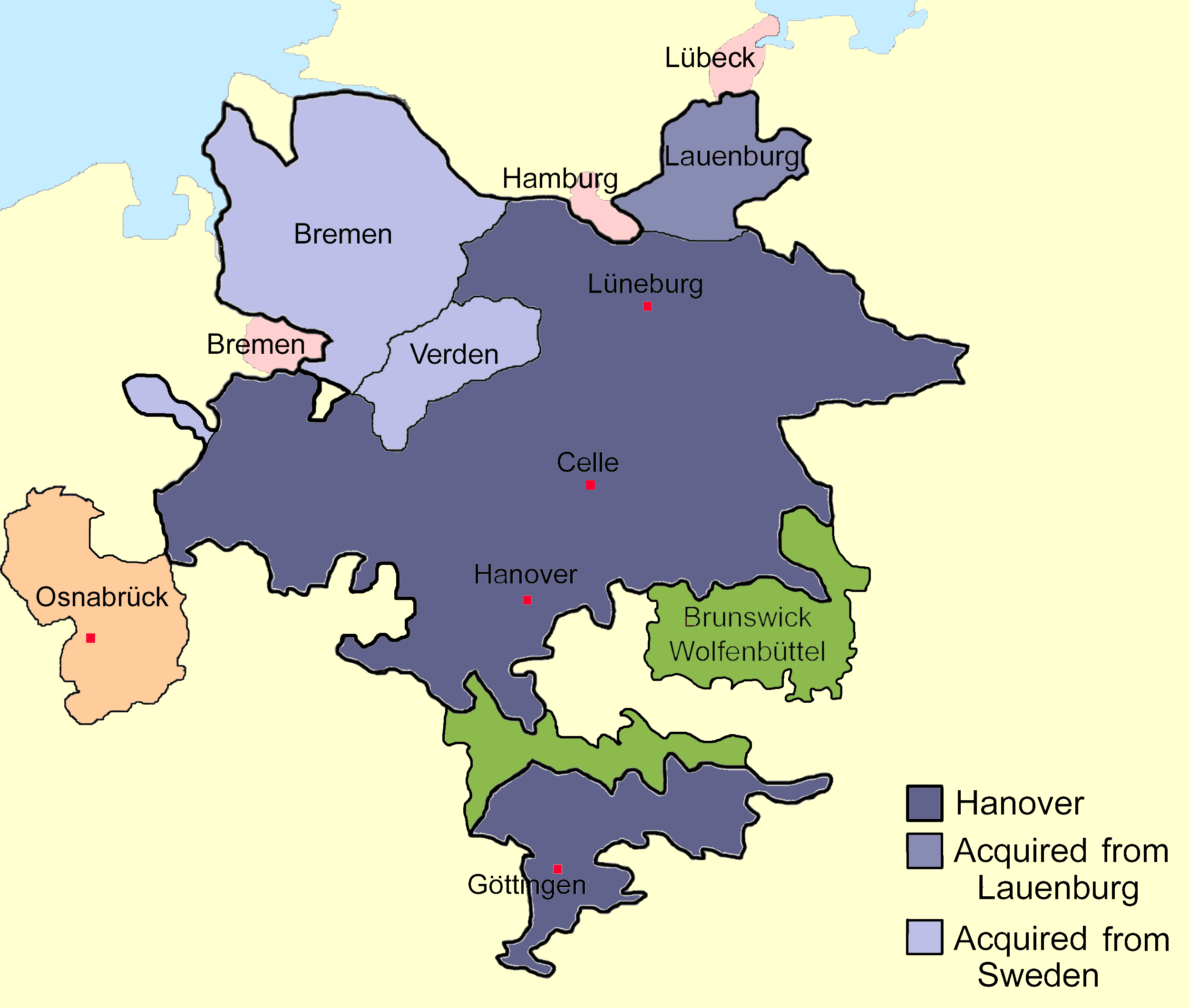
A Hannoveri Választófejedelemség (sötétkék) és a Braunschweig-Wolfenbütteli Hercegség (zöld) elhelyezkedése 1720 körül. I. György az északi háborúban megszerezte a világoskékkel jelölt területeket a svédektől, III. György pedig 1803-ban az osnabrücki püspökséget (narancs)

A választófejedelemség a mai Németország Alsó-Szászország tartományának jelentős részét foglalta magába. A korábbi Calenbergi Hercegségen kívül hozzá tartozott a Göttingeni Hercegség, a Grubenhageni Hercegség és a Hoyai Grófság területe is.
1705-ben I. György Lajos a nagybátyja, György Vilmos braunschweig-lüneburgi hercegtől megörökölte a Lüneburgi és Szász-Lauenburgi Hercegségeket. 1715-ben IV. Frigyes dán királytól megvásárolta a Dánia által megszállt és elvben Svédországhoz tartozó Brémát és Verdent (a tranzakciót az északi háborút lezáró stockholmi béke szentesítette). Így a választófejedelemség kijutott az Északi-tengerhez. A választófejedelemség többsége az alsó-szászországi körzethez tartozott. A Hoyai Grófság és a Verden Hercegség az alsó-rajna–vesztfáliai körzet része volt.
1700-ban a választófejedelemségben bevezették a Gergely-naptárat, így február 18-a (vasárnap) után március 1-e (hétfő) következett.

## Története
1692-ben I. Lipót német-római császár a kilencéves háborúban nyújtott segítségéért cserébe választófejedelmi rangra emelte a braunschweig-lüneburgi hercegi családba tartozó, calenbergi Ernő Ágostot. Többen tiltakoztak az új cím adományozása ellen és a döntést formálisan csak 1708-ban erősítette meg a birodalmi gyűlés. Hogy elkerüljék a választófejedelemség szétfragmentálódását (mint az a Braunschweig–Lüneburgi Hercegséggel történt), Ernő Ágost megváltoztatta az örökösödési szabályokat: minden birtokot az elsőszülött fiú kapott. Mivel ez ellenkezett a száli törvénnyel, a módosítást Lipót császárnak is jóvá kellett hagynia.

Hannover zászlaja 1727–1801 között

Ernő Ágost fia, I. György Lajos 1714-ben megörökölte Nagy-Britannia trónját (anyja révén dédunokája volt I. Jakab angol és skót királynak) és a két állam perszonálunióban egyesült.
I. György Lajos 1727-ben meghalt és fia, II. György Ágost követte a trónon. A következő évben VI. Károly császár hivatalosan is nekiadományozta Szász-Lauenburgot, amely a gyakorlatban 1689 óta a családé volt.
1731-ben Hannover megszerezte az Elba torkolatában Hadelnt, Szász-Lauenburg korábbi exklávéját és brémai birtokaihoz csatolta. Két évvel később II. Györgynek sikerült elérnie a császárnál, hogy formálisan is elismerje őt a Bréma–Verdeni Hercegségek uraként. György megesküdött, hogy tiszteletben tartja a hercegségek korábbi privilégiumait és berendezkedését.
A választófejedelemséget a Londonban élő György nevében a kormányként funkcionáló Hannoveri Titkos Tanács irányította. Köztük és György között a londoni St James Palace-ban működő Német Kancellária (German Chancery)tartotta a kapcsolatot.

### A hétéves háború
A hétéves háború során Anglia fő ellenfele Franciaország volt és tartottak attól, hogy a francia csapatok megszállják Hannovert. Így amikor korábbi szövetségesük, Ausztria, 1756-ban szövetséget kötött Párizzsal, az angolok Poroszországnál kerestek szövetséget, amely közelebb volt és szükség esetén számíthattak a porosz csapatokra.
1757-ben a franciák valóban megtámadták Hannovert, a hastenbecki csatában legyőzték II. György fiát, Vilmos cumberlandi herceget és serege maradékát beszorították Bréma-Verdenbe. Vilmos 1757 szeptember 18-án letette a fegyvert, ám az általa kötött megalázó békét apja nem ismerte el. A következő évben az angol-hannoveri hadsereg porosz, hessen-kasseli és braunschweigi csapatokkal megtámogatva kiűzték a megszálló franciákat.
A háború további része nem érintette közvetlenül Hannovert.

### Az amerikai függetlenségi háború
Mivel György angol király egyúttal hannoveri választófejedelem volt, az ország katonákat biztosított Anglia számára az amerikai függetlenségért harcoló erők elleni küzdelemhez. A brit hadsereghez öt hannoveri zászlóaljat rendeltek, de nem került mindenki a tengeren túlra. Amikor Spanyolország és Franciaország beavatkozott az amerikaiak oldalán, a hannoveriek főleg Gibraltárt és Menocárt védték a spanyol-francia csapatoktól, mivel a térségből a brit katonákat Amerikába vezényelték. 1783-ban a hannoveri katonák átkerültek Indiába, a Maiszúri Királyság elleni háborúba.

### A napóleoni háborúk

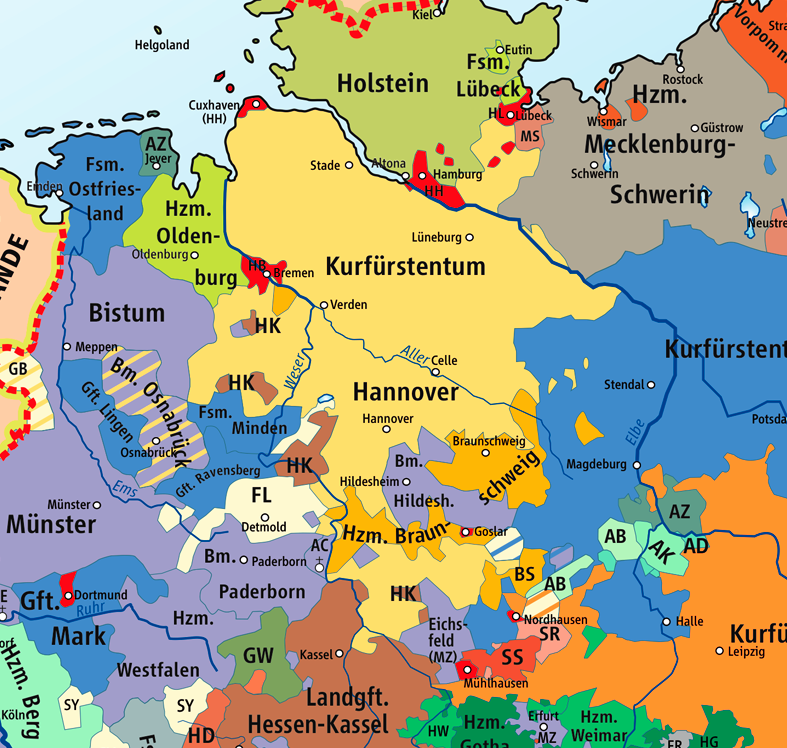
A választófejedelemség 1789-ben

A francia forradalom után az első koalíciós háború (1793–1797) szintén elkerülte a választófejedelemség területét, bár 16 ezer hannoveri katona harcolt a britek oldalán. 1795-ben a Német-római Birodalom semlegesnek nyilvánította magát a konfliktusban és Hannovert elvileg szintén kötötte a döntés. Ugyanebben az évben Poroszország különbékét kötött a franciákkal és semlegesnek nyilvánította magát a későbbi konfliktusokban. A második koalíciós háborúban (1799–1802) fenn is tartották semlegességüket, ám aztán Napóleon rávette őket, hogy szállják meg Nagy-Britannia európai birtokait. 1801-ben 24 ezer porosz katona vonult be a meglepett Hannoverbe, amelyet harc nélkül elfoglalt. London előbb igyekezett szemet hunyni az akció fölött, de amikor Poroszország csatlakozott a franciapárti „fegyveres semlegesek” csoportjához (Dánia és Oroszország mellett) elkezdték elfogni a porosz hajókat. Az 1801-es koppenhágai csata után a csoport szétesett, Poroszország pedig visszavonta csapatait.
1803-ban a Birodalom átszervezésének („mediatizációjának”) következményeként Hannover véglegesen megkapta az osnabrücki püspökséget (1662 óta felváltva minden második püspök származott a Hannoveri-házból).
1803 május 18-án Nagy-Britannia szövetségesek nélkül, egyedül üzent hadat Franciaországnak. Nyolc nappal később a francia csapatok megszállták Hannovert. A hannoveri hadsereget lefegyverezték, felszerelését, lovait pedig a franciák elkobozták. A kormány Szász-Lauenburgba menekült, amelyet Napóleon hamarosan szintén elfoglalt.
1805 őszén, a harmadik koalíciós háború (1805–1806) kitörésekor a megszálló csapatok elhagyták a választófejedelemséget, hogy Ausztria ellen vonuljanak. Hannovert brit, svéd és orosz katonák foglalták vissza. Decemberben Napóleon Poroszországnak adományozta Hannovert (ami már nem volt a kezében) és a poroszok 1806 elején be is vonultak a hercegségbe.

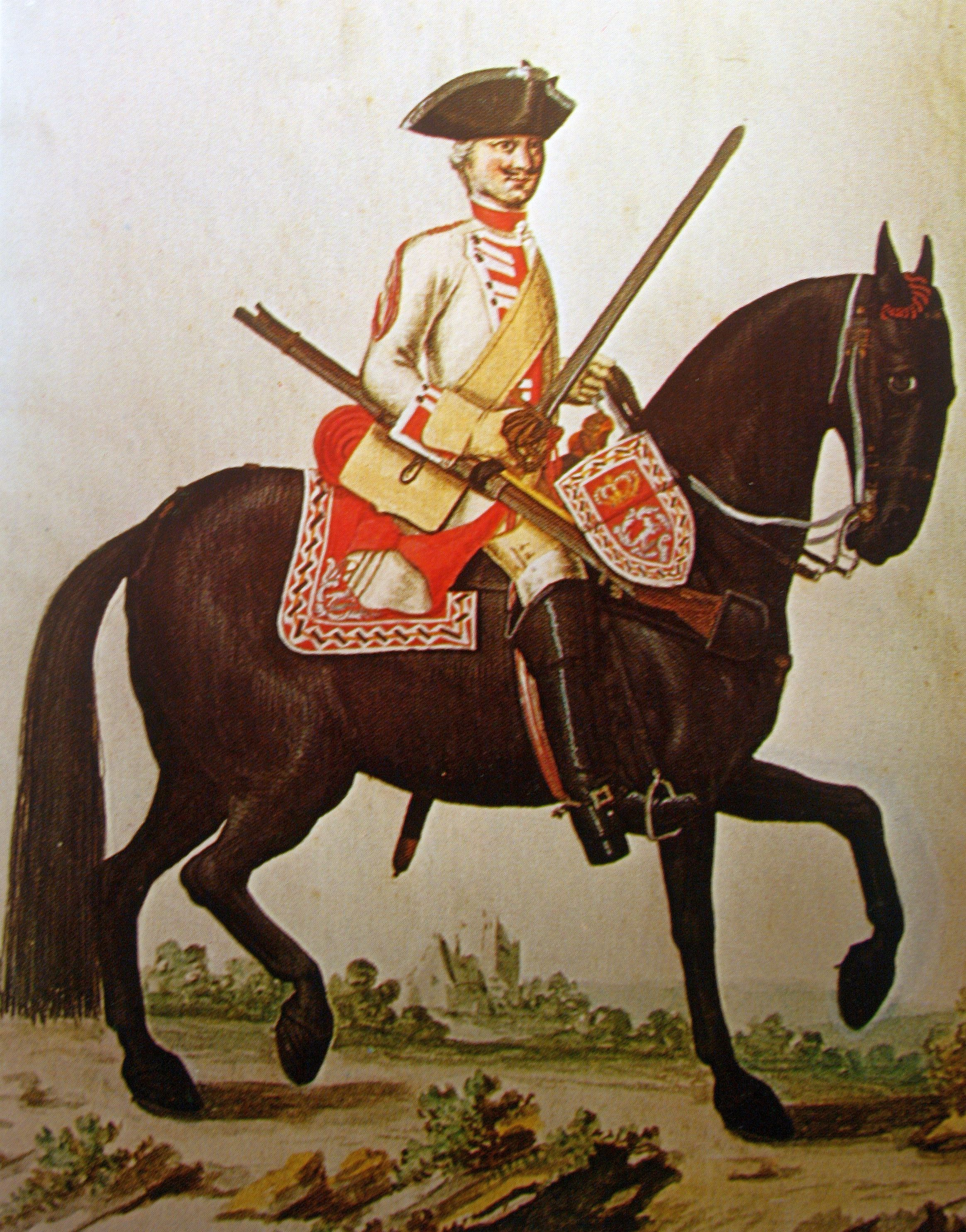
Hannoveri dragonyos (1761)

1806. augusztus 6-án a Német-római Birodalom megszűnt létezni és megszűnt a császárválasztó választófejedelmi funkció is. Poroszország Napóleon ellen fordult, de 1806 novemberében vereséget szenvedett a jénai csatában és a franciák ismét megszállták Hannovert.
Az 1807-es tilsiti békekötés után Napóleon létrehozta a német hercegségekből létrehozta Vesztfáliai Királyságot, amelynek élére öccsét, Jérôme Bonapartét állította. A királysághoz a korábbi Hesseni Választófejedelemség, Braunschweig-Wolfenbüttel, Braunschweig-Lüneburg és bizonyos nyugat-porosz területek tartoztak. 1810 elején Szász-Lauenburg kivételével Hannover többi területét is a királysághoz csatolták. Az év végén a királyság területének Északi-tengerrel határos területeit (beleértve Bréma-Verdent és Szász-Lauenburgot) a Francia Császárság a kontinentális zárlat kiterjesztésének indokával közvetlenül annektálta.
London természetesen nem ismerte el az annexiót és a menekült hannoveri kormány Angliából folytatta tevékenységét. A Titkos Tanács továbbra is fenntartotta a diplomáciai kapcsolatot a többi európai nagyhatalommal. A feloszlatott hannoveri hadsereg sok tisztje és katonája Nagy-Britanniába menekült, ahol létrehozták a Király Német Légióját. A Légió volt az egyetlen német hadsereg amely végig Napóleon ellenében vett részt a harcokban.
1813 októberében az orosz hadsereg kiűzte a franciákat Hannoverből és ezután a lipcsei csata után a Vesztfáliai Királyság és a Rajnai Szövetség bábállamai megszűntek létezni. A korábbi választófejedelemség 1814-ben Hannoveri Királyság néven formálódott újjá.

## Fordítás
- Ez a szócikk részben vagy egészben  az   Electorate of Brunswick-Lüneburg című angol Wikipédia-szócikk ezen változatának fordításán alapul.  Az eredeti cikk szerkesztőit annak laptörténete sorolja fel. Ez a jelzés csupán a megfogalmazás eredetét és a szerzői jogokat jelzi, nem szolgál a cikkben szereplő információk forrásmegjelöléseként.